# Dave Mustaine
David Scott Mustaine (La Mesa (Californië), 13 september 1961) is een Amerikaanse heavymetalgitarist en -zanger. Hij is de slaggitarist en zanger van de thrashmetalband Megadeth. Hij is ook lid geweest van Metallica, maar uit de band gezet in 1983. Hij wordt beschouwd als een van de grondleggers van thrashmetal.
Mustaine verliet in 1981 zijn eerste groep, Panic, en speelde daarna twee jaar bij Metallica. Daar was hij de leadgitarist en cosongwriter. In april 1983 werd hij ontslagen, officieel vanwege drugsmisbruik en ruzies met de oprichters van de band Lars Ulrich en James Hetfield. Hij zou een alcoholprobleem hebben gehad en daardoor agressief en gewelddadig gedrag hebben vertoond.
Mustaine werd na het verlaten van Metallica succesvol met zijn eigen band Megadeth. Hij wilde wraak nemen op zijn vroegere bandleden door met zijn eigen band harder en sneller te spelen. In 1985 debuteerde Megadeth met Killing Is My Business... and Business Is Good!. Dit was het begin van een carrière met als hoogtepunt het album Rust in Peace, dat door velen als een klassiek metalalbum wordt gezien. Het succes van Megadeth heeft het commerciële succes van Metallica nooit overtroffen, iets wat Mustaine vroeger voor ogen had. Bekende nummers op het album van Metallica 'Kill 'em all' die Mustaine geschreven heeft, zijn Jump in the Fire, Phantom Lord, Metal Militia en The Four Horsemen.
De relatie met Metallica was vaak gespannen. Toch liet hij zich overhalen om een bijdrage te leveren aan de Metallica-documentaire Some Kind of Monster. Mustaine werd woedend toen achteraf bleek dat van het interview van een uur alleen een paar minuten in de documentaire gebruikt werden; precies die paar minuten waarin hij emotioneel wordt en bekent dat het hem altijd dwarsgezeten heeft destijds uit Metallica gezet te zijn.
Ondertussen zijn de spanningen tussen Mustaine en Metallica opgelost. Getuige hiervan is de Big 4 tour, waarbij de vier grootste thrashbands (Metallica, Megadeth, Slayer en Anthrax) samen op het podium stonden. Ook stond Mustaine, en verschillende andere gasten, in december 2011 samen met Metallica op het podium, om te vieren dat deze band 30 jaar bestaat.
Mustaine is in 1991 getrouwd met Pamela Anne Casselberry. Ze hebben een zoon genaamd Justis David Mustaine en een dochter, Electra Nicole Mustaine. Mustaine is opgevoed als een Jehova's getuige, maar is nu een evangelisch christen. Mustaine heeft zijn eigen wijngaarden (Mustaine Vineyards) waar hij de 'Mustaine Vineyards Cabernet' verbouwt.
In 2019 werd Mustaine behandeld voor keelkanker met uitzaaiingen in de lymfeklieren. Hoewel niet duidelijk is of hij genezen is gaf hij in november 2019 aan zich weer te voorbereiden om op tournee te gaan.
Op 16 januari 2021 behaalde Mustaine op 59-jarige leeftijd de paarse band in Braziliaans jiujitsu.
- Bibsys: 11050899
- Biblioteca Nacional de España: XX1106406
- Bibliothèque nationale de France: cb14791034b (data)
- Gemeinsame Normdatei: 134594797
- International Standard Name Identifier: 0000 0000 7845 0627
- Library of Congress Control Number: nb2002067300
- MusicBrainz: 2f58d07c-4ed6-4f29-8b10-95266e16fe1b
- Bibliotheek van het Japanse parlement: 031912550
- Nationale Bibliotheek van Tsjechië: ola2002152852
- Nederlandse Thesaurus van Auteursnamen: 161798845
- Virtual International Authority File: 84966004
- WorldCat: E39PBJkp7DRmYVbJkDv7gmvj4q